# Ración K
La ración K (en inglés: K-ration) era una ración individual de combate introducida por el ejército estadounidense durante la Segunda Guerra Mundial. Contenía tres comidas empaquetadas individualmente: desayuno, almuerzo y cena.

## Historia

### Diseño
En 1941, el fisiólogo estadounidense Ancel Keys, que se hizo famoso por sus estudios sobre los efectos de la privación de alimentos y los efectos fisiológicos de determinadas dietas (como la dieta mediterránea), fue contratado por el Departamento de Guerra de Estados Unidos para investigar un nuevo tipo de ración individual, no perecedera y lista para comer, que pudiera llevarse fácilmente en los bolsillos de los soldados durante las operaciones de combate de corta duración. Keys buscó en varios supermercados alimentos económicos que proporcionaran la energía necesaria para mantener el físico de un soldado en las estresantes condiciones del combate.
Seleccionó galletas, salchichas de cerdo, caramelos y barritas de chocolate para hacer una ración que pesaba 870 gramos y aportaba 3200 calorías (13 400 kJ). Posteriormente, Keys probó la combinación en un grupo de seis soldados de una base militar cercana y comprobó que, aunque los soldados pensaban que sólo era "comestible" y "mejor que nada", les alimentaba y proporcionaba la nutrición necesaria.
El primer prototipo de ración K fue desarrollado poco después del comienzo de la guerra por el Laboratorio de Investigación de Subsistencias, parte del Cuerpo de Intendencia del Ejército de los Estados Unidos, en respuesta a una solicitud de las Fuerzas Aéreas del Ejército, que necesitaban una ración ligera y compacta para suministrar a las tropas aerotransportadas. La primera contenía galletas de pemmican, una barra de cacahuetes, pasas sultanas y sopa de pasta. La segunda consistía en pemmican, una barra de chocolate igual a las proporcionadas en la ración D, carne en conserva y un polvo de bebida de limón.

### Pruebas e informes de evaluación
Las raciones K se utilizaron por primera vez en 1942, cuando se suministraron de forma experimental a las tropas aerotransportadas; los primeros informes fueron favorables, elogiando tanto la variedad de alimentos que se ofrecían como la ligereza del transporte. Sin embargo, las pruebas en entornos climáticos y operativos extremos eran muy limitadas, hasta el punto de que los resultados estaban completamente parcializados. Por ejemplo, un pelotón de paracaidistas realizó en Panamá una prueba de racionamiento en un clima tropical, pero el experimento sólo duró tres días. Durante este tiempo, el pelotón no marchó a través de la selva, como cabía esperar, sino por caminos poco exigentes y durante una media diaria de sólo 11 millas (17 kilómetros). Los soldados iban muy poco equipados, llevando sólo su arma, una ración K, un colchón, una tienda de campaña y una cantimplora con un litro de agua; no se hizo ningún esfuerzo por simular las condiciones reales de operación, caracterizadas por largos períodos, marchas extenuantes y una carga de equipo mucho mayor.[cita requerida]
Al final de la prueba de tres días se pesó a los hombres y se comprobó que ninguno había sufrido una pérdida de peso notable; esto fue suficiente para declarar la ración K un éxito. Los resultados de este ensayo defectuoso se utilizaron en 1943 para apoyar la decisión de suspender la producción de las raciones para la selva y la montaña que se producían entonces. Ambas raciones especializadas no gustaron al servicio de subsistencia del Cuerpo de Intendencia porque eran más caras y logísticamente difíciles de gestionar, requiriendo contratos de adquisición e instalaciones de almacenamiento adicionales.[cita requerida]

## Menú
La comida estaba compuesta por tres raciones individuales:
- Desayuno: conservas (jamón y huevos picados; pan de carne), galletas, barra de frutos secos o cereales, pastillas para limpiar el agua Halazone, 4 cigarrillos, chicle, café instantáneo y azúcar;

- Almuerzo: conservas (queso fundido, jamón o queso y jamón), galletas, 15 pastillas de leche fundida (inicialmente) o 5 caramelos (posteriormente), azúcar, sal, 4 cigarrillos, cerillas, chicle, zumo de frutas en polvo (limón (1940), naranja (1943), uvas (1945);

- Cena: comida en lata (paté de pollo o cuadril de cerdo con zanahoria y manzana (1ª edición) o matambre de cerdo (2ª edición) o salchichas), galletas, barra de chocolate de 2 onzas de la ración D, papel higiénico, 4 cigarrillos, chicle y sopa en cubo o en polvo.